# Phyla lanceolata
Phyla lanceolata là một loài thực vật có hoa trong họ Cỏ roi ngựa. Loài này được (Michx.) Greene miêu tả khoa học đầu tiên năm 1899.
Đây là loài bản địa nửa phía nam của Bắc Mỹ, bao gồm phần lớn Hoa Kỳ ngoại trừ góc phần tư phía tây bắc và phần lớn Mexico. Loài này cư trú trong nhiều loại môi trường sống ẩm ướt, bao gồm cả những khu vực bị xáo trộn, chẳng hạn như mương thủy lợi. Nó là một loại cây cỏ sống lâu năm, mọc tàn ở dạng giống như thảm với các thân lan rộng, kéo dài đến nửa mét, đôi khi mọc rễ ở các đốt.